# Шибаєв Василь Тихонович
Василь Тихонович Шибаєв (17 вересня 1909, місто Катеринослав, тепер місто Дніпро Дніпропетровської області — 10 травня 1971, місто Дніпропетровськ, тепер місто Дніпро) — радянський діяч, гірничий інженер, начальник вугільних комбінатів «Ворошиловградвугілля» і «Карагандавугілля», голова Карагандинського облвиконкому. Герой Соціалістичної Праці (28.08.1948). Депутат Верховної Ради УРСР 4-го скликання. Депутат Верховної Ради Казахської РСР 2-3-го і 5-го скликань. Член ЦК Комуністичної партії Казахстану.

## Біографія
Народився у родині робітника-трамвайника. У 1927 році закінчив школу-семирічку в Дніпропетровську. У 1927—1929 р. — вантажник Дніпропетровського металургійного заводу імені Петровського, одночасно вчився в школі робітничої молоді.
У 1929 році поступив в Дніпропетровський гірничий інститут імені Артема. По закінченню інституту у 1933 році отримав призначення у Кузнецький вугільний басейн в Кузбасі.
Трудову шахтарську діяльність розпочав начальником видобувної дільниці шахти № 1/2 тресту «Кагановичвугілля». Вже через рік був призначений помічником головного інженера шахти, а незабаром — головним інженером шахти № 5, а потім — шахти імені Лазаря Мойсейовича Кагановича. У 1938—1942 р. — головний інженер тресту «Кагановичвугілля» в Кузбасі. Член ВКП(б) з 1939 року.
Під час німецько-радянської війни, у 1942—1946 р. — начальник тресту «Прокоп'євськвугілля» в Кузбасі.
У 1946—1951 р. — начальник комбінату «Карагандавугілля» Казахської РСР. Під його керівництвом була виконана велика робота із механізації виробничих процесів на шахтах комбінату, був розроблений «Комплексний проект освоєння і розвитку Карагандинського вугільного басейну», яким передбачалося будівництво в нових районах басейну великих вертикальних шахт, кожна з виробничою потужністю до 1,5 мільйонів тонн в рік.

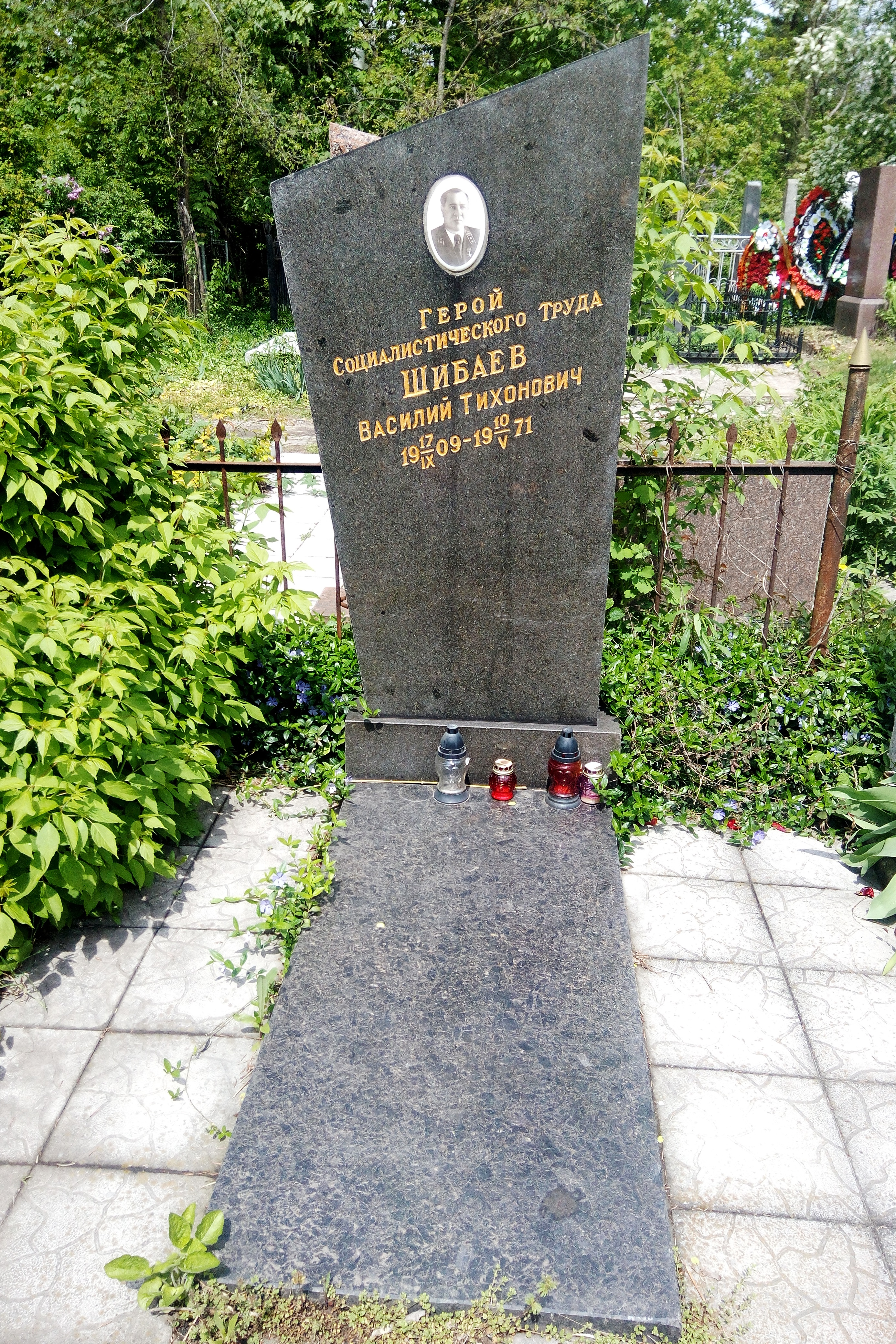
Могила В. Т. Шибаєва на Алеї Героїв Запорізького кладовища в Дніпрі

Указом Президії Верховної Ради СРСР від 28 серпня 1948 року за видатні успіхи у справі збільшення видобутку вугілля, відновлення і будівництва вугільних шахт і впровадження передових методів роботи, що забезпечують значне зростання продуктивності праці, Шибаєву Василю Тихоновичу присвоєно звання Героя Соціалістичної Праці з врученням ордену Леніна і золотої медалі «Серп і Молот».
У 1951—1953 р. — заступник міністра вугільної промисловості СРСР.
У 1953—1954 р. — начальник комбінату «Ворошиловградшахтобуд» Української РСР. У липні 1954—1955 р. — начальник комбінату «Ворошиловградвугілля» Української РСР.
У червні 1955—1956 роках — начальник головного управління «Головворошиловградантрацит» («Головсхіддонбасвугілля») Міністерства вугільної промисловості Української РСР. У 1956—1957 р. — заступник начальника технічного управління Міністерства вугільної промисловості СРСР.
У 1957 році знову був направлений у Караганду та призначений начальником комбінату «Карагандавугілля», який очолював до 1959 року.
У 1959—1961 р. — голова виконавчого комітету Карагандинської обласної ради депутатів трудящих Казахської РСР.
У 1961 році переїхав у рідне місто Дніпропетровськ. У 1961—1965 роках — начальник управління вугільної промисловості Ради народного господарства (раднаргоспу) Дніпропетровського (з січня 1963 року — Придніпровського) економічного району. У 1965—1971 роках —  радник ректора Дніпропетровського технічного інституту.
Похований у місті Дніпропетровську (Дніпрі) на Запорізькому кладовищі.

## Нагороди
- Герой Соціалістичної Праці (28.08.1948)
- два ордени Леніна (20.10.1943, 28.08.1948)
- орден Трудового Червоного Прапора (29.08.1953)
- орден «Знак Пошани» (17.02.1939)
- три медалі «За трудову доблесть» (14.04.1942, 4.09.1948, 25.12.1959).
- медалі